# Scottish Second Division 2012-2013
La Scottish Second Division 2012-2013 (denominata IRN-BRU Scottish Football League Second Division 2012-2013 per motivi di sponsorizzazione) è stata la 38ª edizione del torneo da quando rappresenta il terzo livello del campionato di calcio scozzese.
Il titolo è stato vinto dal Queen of the South Football Club che ha così ottenuto la promozione alla Scottish First Division 2013-2014.

## Squadre partecipanti
| Club               | Città         | Stadio          | Capienza |
| ------------------ | ------------- | --------------- | -------- |
| Albion Rovers      | Coatbridge    | Cliftonhill     | 2 496    |
| Alloa Athletic     | Alloa         | Recreation Park | 3 412    |
| Arbroath           | Arbroath      | Gayfield Park   | 5 900    |
| Ayr United         | Ayr           | Somerset Park   | 10 243   |
| Brechin City       | Brechin       | Glebe Park      | 1 519    |
| East Fife          | Methil        | Bayview Stadium | 2 000    |
| Forfar Athletic    | Forfar        | Station Park    | 6 777    |
| Queen of the South | Dumfries      | Palmerston Park | 6 412    |
| Stenhousemuir      | Stenhousemuir | Ochilview Park  | 3 776    |
| Stranraer          | Stranraer     | Stair Park      | 5 600    |

## Classifica finale
|  | Pos. | Squadra            | Pt | G  | V  | N  | P  | GF | GS | DR  |
|  | ---- | ------------------ | -- | -- | -- | -- | -- | -- | -- | --- |
|  | 1.   | Queen of the South | 92 | 36 | 29 | 5  | 2  | 92 | 23 | 69  |
|  | 2.   | Alloa Athletic     | 67 | 36 | 20 | 7  | 9  | 62 | 35 | 27  |
|  | 3.   | Brechin City       | 61 | 36 | 19 | 4  | 13 | 72 | 59 | 13  |
|  | 4.   | Forfar Athletic    | 54 | 36 | 17 | 3  | 16 | 67 | 74 | -7  |
|  | 5.   | Arbroath           | 52 | 36 | 15 | 7  | 14 | 47 | 57 | -10 |
|  | 6.   | Stenhousemuir      | 49 | 36 | 12 | 13 | 11 | 59 | 59 | 0   |
|  | 7.   | Ayr Utd            | 41 | 36 | 12 | 5  | 19 | 53 | 65 | -12 |
|  | 8.   | Stranraer          | 37 | 36 | 10 | 7  | 19 | 43 | 71 | -28 |
|  | 9.   | East Fife          | 32 | 36 | 8  | 8  | 20 | 50 | 65 | -15 |
|  | 10.  | Albion Rovers      | 24 | 36 | 7  | 3  | 26 | 45 | 82 | -37 |

Legenda:

      Campione di Second Division e ammessa in First Division
      Ammesse ai play-off per la First Division
      Ammesse ai play-out per la Second Division
      Retrocessa in Third Division
Note:

Tre punti a vittoria, uno a pareggio, zero a sconfitta.

## Post season

### Play-off promozione
Ai play-off partecipano la 2ª, 3ª e 4ª classificata della Second Division (Alloa Athletic, Brechin City, Forfar Athletic) e la 9ª classificata della Scottish First Division 2012-2013 (Dunfermline).

#### Semifinali
| Squadra 1       | Totale | Squadra 2      | Andata | Ritorno     |
| --------------- | ------ | -------------- | ------ | ----------- |
| Forfar Athletic | 4 - 7  | Dunfermline    | 3 - 1  | 1 - 6 (dts) |
| Brechin City    | 3 - 4  | Alloa Athletic | 0 - 2  | 3 - 2       |

#### Finale
| Squadra 1      | Totale | Squadra 2   | Andata | Ritorno |
| -------------- | ------ | ----------- | ------ | ------- |
| Alloa Athletic | 3 - 1  | Dunfermline | 3 - 0  | 0 - 1   |

### Play-out
Ai play-out partecipano la 9ª classificata della Second Division (East Fife) e la 2ª, 3ª e 4ª classificata della Scottish Third Division 2012-2013 (Peterhead, Queen's Park e Berwick Rangers).

#### Semifinali
| Squadra 1       | Totale | Squadra 2 | Andata | Ritorno     |
| --------------- | ------ | --------- | ------ | ----------- |
| Queen's Park    | 1 - 4  | Peterhead | 0 - 1  | 1 - 3       |
| Berwick Rangers | 2 - 3  | East Fife | 1 - 1  | 1 - 2 (dts) |

#### Finale
| Squadra 1 | Totale | Squadra 2 | Andata | Ritorno |
| --------- | ------ | --------- | ------ | ------- |
| East Fife | 1 - 0  | Peterhead | 0 - 0  | 1 - 0   |

## Verdetti
- Queen of the South: Promosso in Scottish First Division
- Alloa Athletic: Promosso in Scottish First Division
- East Fife: Rimane in Scottish Second Division
- Dunfermline: Retrocesso in Scottish Second Division
- Albion Rovers: Retrocesso in Scottish Third Division

## Classifica marcatori
| Gol | Rigori |  | Giocatore      | Squadra            |
| --- | ------ |  | -------------- | ------------------ |
| 32  |        |  | Nicky Clark    | Queen of the South |
| 18  | 2      |  | John Gemmell   | Stenhousemuir      |
| 18  | 2      |  | Craig Malcolm  | Stranraer          |
| 17  | 3      |  | Allan Trouten  | Brechin City       |
| 16  | 5      |  | Michael Moffat | Ayr Utd            |
| 16  |        |  | Andy Jackson   | Brechin City       |